# Karlos Alastruey
Karlos Alastruey Merino (Bilbao, 1963) 

## Biografía
Doctor en Ciencias Físicas por la Universidad del País Vasco, es profesor Titular en la Universidad Pública de Navarra donde imparte dos asignaturas de cine digital y participa en el programa de master de Sociología con un curso de cine documental.

## Inicios
Karlos Alastruey rodó su primer cortometraje, El bosque de la luz, en 2003. Este trabajo obtendría la medalla de oro de la UNICA en 2004. Años después, su documental Roca Bon: en busca de lo sublime (2008) ganó el premio "Best Arts in Film" en el Napa Sonoma Wine Country Film Festival, de California.

## Director de cine
Su primer largometraje de ficción, Lodo (2009), protagonizado por Sandra Fdez-Aguirre, Ander Janín y María Txokarro, ganó el segundo premio en el Manchester Festival of Fantastic Films  un premio "Golden Aphrodite" por su banda sonora (obra del compositor aragonés Sergio Lasuén) en el Festival Internacional de Cine de Chipre, el premio a mejor película surrealista en el New York City International Film Festival en su edición de 2010  cinco premios en Los Angeles Reel Film Festival en la edición de 2010, entre ellos mejor director En febrero de 2010 Karlos Alastruey terminó la postproducción de su segundo largometraje de ficción La mirada negra, protagonizado por Ana Caramés, Ander Janín e Imanol Reta.
Su largometraje El ángel entre la niebla se terminó en 2012.
El documental Abel Azcona: el artista detonante, sobre el artista Abel Azcona, se rodó entre 2013 y 2023 y se espera estrenar a finales de 2023.
Su largometraje de ficción más reciente, Entre el agua y la tierra, se estrena el 29 de junio de 2023 en Kimolos International Film Festival, Grecia.

## Estilo
Si bien en sus primeros trabajos primaba el realismo y el relato clásico, es a partir de los cortometrajes Ardia y más particularmente La sombra (con guion de Javier Alastruey ) cuando se inicia una etapa menos convencional y con obras cargadas de elementos fantásticos y surrealistas, siendo sus máximos exponentes hasta la fecha los largometrajes Lodo y Anamorphosis. Este último logró dos galardones en la edición 2011 del New York City International Film Festival en la categoría de cine surrealista: mejor director y mejor música.

## Filmografía
- El bosque de la luz (2003) .
- Escuelas (2004) .
- Ainhoa y el mar (2004) .
- Diálogos con Juan Leyva (2005) .
- Los ojos de Siran (2005) .
- El arte del espíritu (2006) .
- Destrucción (2006) .
- Ardia (2006) .
- La sombra (2008) .
- Roca Bon: en busca de lo sublime (2008) .
- The Prayer (2008) .
- Slaughterhouse (2008) .
- Lodo (2009) .
- Bip (2009) .
- La mirada negra (2010) .
- Roca Bon: la geometría del alma (2010) .
- Anamorphosis (2011) .
- Ada (2011) .
- Nexos (2014) .
- El ángel entre la niebla, (2012) .
- La extensión del cielo (2012).
- El espíritu de la escalera (2014)
- AntiBasque (2016) [29]
- Short Lives in a Large Room (2016) [30]
- Worldlines (2016) [31]
- En algún momento de la noche (2016) [32]
- Kolore Ezkutuak (2017) [33]
- Ane y las estrellas (2017) [34]
- Rhea (2021) [36]

## Enlaces
- Karlos Alastruey en Internet Movie Database (en inglés).
- Karlos Alastruey en festivalfocus
- Tráiler del largometraje Lodo
- Tráiler del largometraje La mirada negra
- Tráiler del largometraje Anamorphosis
- Tráiler del largometraje El ángel entre la niebla

- Datos: Q6458275